# Джексонвілл (Алабама)
Джексонвілл (англ. Jacksonville) — місто (англ. city) в США, в окрузі Калгун штату Алабама. Населення — 14 385 осіб (2020).

## Географія
Джексонвілл розташований за координатами 33°48′22″ пн. ш. 85°45′30″ зх. д. / 33.80611° пн. ш. 85.75833° зх. д. (33.806214, -85.758288). За даними Бюро перепису населення США в 2010 році місто мало площу 25,52 км², з яких 25,49 км² — суходіл та 0,02 км² — водойми. В 2017 році площа становила 28,39 км², з яких 28,37 км² — суходіл та 0,02 км² — водойми.

## Демографія
Згідно з переписом 2010 року, у місті мешкало 12 548 осіб у 4917 домогосподарствах у складі 2466 родин. Густота населення становила 492 особи/км². Було 5382 помешкання (211/км²).
Расовий склад населення:
| - 68,7 % — білих - 26,8 % — чорних або афроамериканців - 1,3 % — азіатів - 0,5 % — корінних американців - 0,2 % — вихідців з тихоокеанських островів |

До двох чи більше рас належало 1,9 %. Частка іспаномовних становила 2,3 % від усіх жителів.
За віковим діапазоном населення розподілялося таким чином: 17,2 % — особи молодші 18 років, 71,3 % — особи у віці 18—64 років, 11,5 % — особи у віці 65 років та старші. Медіана віку мешканця становила 25,1 року. На 100 осіб жіночої статі у місті припадало 87,6 чоловіків; на 100 жінок у віці від 18 років та старших — 84,8 чоловіків також старших 18 років.
Середній дохід на одне домашнє господарство становив 54 485 доларів США (медіана — 38 903), а середній дохід на одну сім'ю — 66 753 долари (медіана — 51 902). Медіана доходів становила 40 235 доларів для чоловіків та 26 889 доларів для жінок. За межею бідності перебувало 31,2 % осіб, у тому числі 42,8 % дітей у віці до 18 років та 8,1 % осіб у віці 65 років та старших.
Цивільне працевлаштоване населення становило 5123 особи. Основні галузі зайнятості: освіта, охорона здоров'я та соціальна допомога — 26,3 %, мистецтво, розваги та відпочинок — 14,7 %, роздрібна торгівля — 14,5 %.